# Миомиры
Миомиры (лат. Myomyrus) — род пресноводных лучепёрых рыб из семейства мормировых отряда араванообразных. Распространены в водоёмах тропической Африки (бассейн реки Конго).
Длина тела от 24 до 29,6 см. Хвостовой стебель узкий, хвостовой плавник глубоко раздвоен. На языке и парасфеноиде имеются зубы. Спинной плавник тянется примерно от середины спины до хвостового стебля. Рыло притупленное. Имеют крупный мозжечок.
Питаются мелкими беспозвоночными, обитающими в иле. Для ориентирования в пространстве, поисков корма и обнаружения хищников используют собственное электрическое поле, которое генерируется мышцами.

## Классификация
На октябрь 2018 года в род включают 3 вида:
- Myomyrus macrodon Boulenger, 1898
- Myomyrus macrops Boulenger, 1914
- Myomyrus pharao (Poll & Taverne, 1967)